# Turda (okręg Tulcza)
Turda – wieś w Rumunii, w okręgu Tulcza, w gminie Mihai Bravu. W 2011 roku liczyła 1098 mieszkańców.